# Karl Emil Lischke
Karl Emil Lischke (ook Carl Emil Lischke) (Stettin, 30 december 1813 - Bonn, 14 januari 1886) was burgemeester van  Elberfeld en een amateur malacoloog die zich specialiseerde in de Japanse mollusken.